# To Die For
To Die For is een Amerikaanse misdaadfilm uit 1995 onder regie van Gus Van Sant. De film is gebaseerd op de gelijknamige roman uit  1992 van de Amerikaanse schrijfster Joyce Maynard. Nicole Kidman won een Golden Globe voor haar hoofdrol.

## Verhaal
De aantrekkelijke Suzanne Stone droomt van een carrière in de media. Ze trouwt met Larry Maretto, omdat ze gelooft dat hij haar financiële zekerheid kan bieden. Larry wil werken in de familiezaak en een gezin stichten, maar Suzanne weigert haar droom op te geven. Ze gaat haar man als een hinderpaal beschouwen en schakelt enkele argeloze tieners in om hem uit de weg te ruimen.

## Rolverdeling
| Acteur           | Personage             |
| ---------------- | --------------------- |
| Nicole Kidman    | Suzanne Stone-Maretto |
| Matt Dillon      | Larry Maretto         |
| Joaquin Phoenix  | Jimmy Emmett          |
| Casey Affleck    | Russel Hines          |
| Illeana Douglas  | Janice Maretto        |
| Kurtwood Smith   | Earl Stone            |
| David Cronenberg | Man aan het meer      |
| Alison Folland   | Lydia Mertz           |
| Dan Hedaya       | Joe Maretto           |
| Wayne Knight     | Ed Grant              |
| Kurtwood Smith   | Earl Stone            |
| Holland Taylor   | Carol Stone           |
| Susan Traylor    | Faye Stone            |
| Maria Tucci      | Angela Maretto        |
| Tim Hopper       | Mike Warden           |
| Michael Rispoli  | Ben DeLuca            |
| Buck Henry       | Finlaysson            |